# Rita Pérez de Moreno
María Rita de la Trinidad Pérez Jiménez (Cañada del Cura, 23 de mayo de 1779-San Juan de los Lagos, 27 de agosto de 1861), más conocida como Rita Pérez de Moreno, fue una militante mexicana de la insurgencia durante la Guerra de Independencia de México.

## Biografía
Rita Pérez era hija del matrimonio formado por José María Máximo Pérez-Franco y Sáenz de Vidaurri y Rafaela Margarita Jiménez de Mendoza y de Covarrubias, una familia de hacendados de Los Altos de Jalisco. Contrajo nupcias con el hacendado y activista antiespañol Pedro Moreno, con quien procreó seis hijos: Luis, Josefa, Luisa, María Guadalupe (nacida en 1813), Prudenciana y Severiano. Se unió a la lucha independentista junto con su esposo. En el Fuerte del Sombrero, Rita se encargaba de cocinar y repartir la comida, así como de curar a todos aquellos rebeldes que resultaran lesionados en los combates hasta que fue hecha prisionera llegando a ser la administradora  y un brazo fuerte de la lucha armada.
Junto con sus hijos padeció los horrores de la guerra. En 1813, su hija María Guadalupe, fue hecha prisionera por un jefe realista para servicio de la monarquía española. Sufrió la pena de ver morir a su hijo de quince años Luis Moreno el 10 de marzo de 1817 mientras combatía a las tropas realistas. Rita Pérez de Moreno, estando embarazada, y sus pequeños hijos - Josefa, Luisa, Severiano y Prudencia- fueron tomados prisioneros por los realistas el 19 de agosto de 1817 durante el ataque de los realistas al Fuerte del Sombrero del cual lograron huir Javier Mina y Pedro Moreno entre otros.  De ahí fue conducida a la cárcel de León, Guanajuato, y posteriormente a una casa de acogidas en Silao. En dicha población, su hija Prudencia muere de un año un mes de nacida por hambre y posteriormente, Severiano -de dos años y medio- por los maltratos y la desolación de las cárceles. Recibió la fatal noticia de la muerte de su esposo don Pedro Moreno asesinado el 27 de octubre de 1817 durante el ataque de los realistas al rancho de El Venadito. Fue liberada hasta 1819 por el virrey Juan Ruiz de Apodaca. Volvió a San Juan de los Lagos entre penurias a causa del acoso y el despojo de sus propiedades por parte de los realistas, donde falleció.

## Honores y reconocimientos
Múltiples veces se ha honrado su nombre y memoria por ser una heroína del movimiento independentista mexicano. Su nombre está inscrito en letras de oro en el Salón de Sesiones del  Poder Legislativo del Estado de Jalisco por decreto número 8,473 del 4 de enero de 1969. En 2010 se anunció que los restos de Rita Pérez Jiménez serían trasladados a la Rotonda de los Jaliscienses Ilustres. El acto había sido considerado en 1955 por Agustín Yáñez, gobernador de Jalisco, pero después de una investigación se determinó que los restos de la heroína habían pasado a formar parte del osario común del cementerio de San Juan de los Lagos en 1927, por lo que no podría realizarse. Finalmente, durante la séptima sesión de la Comisión de Cultura del Congreso del Estado de Jalisco, la diputada Rocío Corona Nakamura comentó que el Instituto de Ciencias Forenses del Estado confirmó que los restos exhumados de la tumba de Rita Pérez de Moreno son legítimos.
El 27 de agosto de 2010 los restos de la heroína arribaron a la Rotonda de los Jaliscienses Ilustres tras una ceremonia con cortejo fúnebre que inició en Palacio de Gobierno junto con la develación de su estatua creada por el escultor Rubén Orozco Loza.
En la Casa de la Cultura de la ciudad de Lagos de Moreno, el 5 de mayo de 2010, se llevó a cabo la presentación del libro “Doña Rita, heroína y benemérita de Jalisco”, escrito por Rogelio López Espinoza con una tirada de  2 mil 500 ejemplares que se distribuyeron en diferentes partes del estado de Jalisco.